# Fragilisation par l'hydrogène

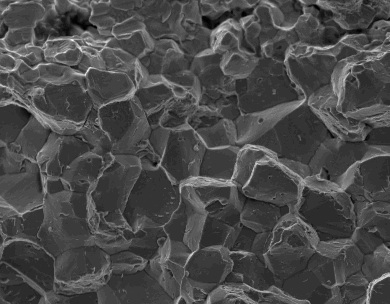
Fissure d'un acier trempé provoquée par de l'hydrogène, observée au microscopie électronique à balayage.

La fragilisation par l'hydrogène est un phénomène de réduction de la ductilité de certains métaux par l'absorption d'hydrogène facilitant ainsi la fissuration. Les atomes d'hydrogène étant petits, ils peuvent pénétrer les métaux solides par perméation. Une fois absorbés, cela entraîne un abaissement de la contrainte nécessaire pour initier et propager une fissure, rendant le matériau plus fragile. La fragilisation par l'hydrogène est majoritairement présente dans les aciers, mais aussi dans le fer, le nickel, le titane, le cobalt et leurs alliages. Le cuivre, l'aluminium et les aciers inoxydables sont moins touchés par ce phénomène,,,.
Le rôle de l'hydrogène dissous dans un métal est connu depuis la fin du XIXe siècle,. Pour les aciers, la fragilisation par l'hydrogène est maximale autour de la température ambiante et la plupart des métaux ne sont pas affectés par cette fragilisation pour des températures dépassant 150 °C. La fragilisation par hydrogène peut entraîner la fissuration prématurée du matériau que ce soit au moment de la diffusion de l'hydrogène (à cause de contraintes résiduelles ou en cours d'application) ou plus tard, lors de la mise en œuvre du matériau (à cause de contraintes appliquées),,. L'effet de la fragilisation par l'hydrogène augmente lorsque la vitesse de déformation diminue,,.
Les métaux peuvent être exposés à l'hydrogène de deux manières différentes : par de l'hydrogène formé chimiquement à leur surface ou par du dihydrogène gazeux. L'hydrogène atomique se dissout rapidement dans le métal à température ambiante et provoque sa fragilisation. Il peut provenir d'attaques électrochimiques : acides (décapage, gravure ou nettoyage), corrosion ou électroplacage,. Il peut aussi être introduit dans le métal pendant la fabrication à cause de la présence d'humidité lors d'une soudure ou lorsqu'il est fondu. Le dihydrogène gazeux, quant à lui, ne provoque pas de fragilisation, car il est moléculaire (H2) et donc plus volumineux et moins réactif que l'hydrogène atomique. Le dihydrogène gazeux peut tout de même provoquer une attaque par l'hydrogène à haute température, très différente de la fragilisation par l'hydrogène, puisqu'elle se produit à des températures supérieures à 400 °C et entraîne la formation de poches de méthane dans le métal.
Le terme fragilisation par l'hydrogène peut être utilisé pour désigner précisément la fragilisation se produisant dans les aciers et les métaux similaires à basse concentration d'hydrogène, ou peut désigner l'ensemble des effets résultant de l'action de l'hydrogène sur les métaux. Cette définition plus large englobe alors la formation d'hydrure se produisant avec le titane et le vanadium mais pas avec les aciers, ainsi que la formation de bulles d'hydrogène dans le métal qui se produit à forte concentration d'hydrogène mais ne nécessite pas de contrainte mécanique. Les multiples mécanismes de la fragilisation par l'hydrogène ne sont pas encore pleinement compris et continuent d'être étudiés,,.

## Histoire scientifique et technique
Dès 1983, Airey et Van Rooyen démontrent qu'une présence d'hydrogène dissous dans le milieu environnant d'un métal peut aggraver le risque de corrosion, notamment de corrosion sous contrainte.
Depuis, les effets de l’hydrogène sur les métaux continuent à être étudiés par de nombreux laboratoires et chercheurs, car il s'agit d'un enjeu industriel, économique et de sécurité important, par exemple dans le domaine du transport et du stockage de l'hydrogène et dans celui de l'industrie nucléaire,,,,. On s'intéresse aussi aux effets des produits et sous-produits de la corrosion dispersés par l'eau dans l'installation.
L'hydrogène peut se mettre en solution :
- au cours de l'élaboration du métal (hydrogène endogène) (réduction du minerai, coulée du lingot ou coulée continue), d'où l'importance du dégazage du métal en fusion et de la maîtrise de l'humidité. On a montré par des dosages d’hydrogène dans les microstructures du métal que le laminage a un effet important sur la teneur du métal en hydrogène, très probablement en raison du fait qu'il multiplie le nombre des défauts susceptibles de constituer des pièges à hydrogène[21] ;
- au cours d'une réaction chimique volontaire, comme l'électrozingage et de manière générale les réactions électrolytiques ;
- lors du soudage ;
- lors de la corrosion ;
- dans certaines conditions telles que les hautes températures (280 °C à 360 °C) et hautes pressions, sous irradiation intense et en présence d'acide borique et de lithine (composé du lithium utilisé dans le circuit primaire de centrales nucléaires de type REP pour tamponner le pH de l'au modifié par l'acide borique)[21]. De l'hydrogène peut alors se former dans le métal par réaction cathodique[21].

## Mécanismes de fragilisation
La fragilisation par l'hydrogène est un phénomène complexe qui résulte de la contribution de plusieurs micro-mécanismes distincts, certains n'étant pas indispensables. L'hydrogène fragilise le métal, au moins dans les contextes physico-chimiques suivants :
- pression interne d'hydrogène : à forte concentration, l'hydrogène dissous peut se recombiner dans une cavité (pore) pour former une « bulle » ; si sa pression devient importante, typiquement 105 Pa, une fissure peut apparaître. Une telle situation nécessite une fugacité importante, que l'on rencontre en cas de réaction d'oxydo-réduction en milieu aqueux, mais pas en atmosphère d'hydrogène ;
- affaiblissement des liaisons inter-atomiques : les atomes d'hydrogène, en se glissant dans les sites interstitiels entre les atomes de métal, diminueraient la résistance à la rupture du métal. Ce phénomène nécessite une concentration importante d'hydrogène, que l'on peut rencontrer en fond de fissure (l'état de contrainte triaxial distord le cristal et augmente la solubilité de l'hydrogène). On soupçonne ce mécanisme essentiellement pour les alliages à haute résistance ;
- diminution de la ductilité : les atomes d'hydrogène peuvent interagir avec les dislocations et donc modifier la capacité à la déformation plastique, selon deux mécanismes antagonistes mais tous deux fragilisants :
  - diminution de la plasticité, donc de l'énergie de rupture en fond de fissure,
  - augmentation de la plasticité, donc concentration locale de déformation plastique ;
- formation de phases fragiles, comme des hydrures ou de la martensite (l'hydrogène jouant le rôle du carbone).

Pour certains alliages du cœur d'un réacteur nucléaire étudiés en laboratoire : en phase d'amorçage puis de propagation de micro fissures dues à la corrosion sous contrainte, la sensibilité au phénomène de fissuration semble corrélée au taux d'hydrogène dissous dans le milieu (par exemple, Cassage et Gelpi considèrent que l’Alliage 600 est fragilisé dès qu’il contient 10 ppm d’hydrogène (massique). Plus précisément :
- en phase d'amorçage des fissures par corrosion sous contrainte[23],[16],[19],[24],[25]), une sensibilité maximale est notée pour une pression partielle de 35 kPa[19] et entre 10 et 100 kPa[23]. Cette gamme de concentration en hydrogène est proche du potentiel d’équilibre thermodynamique Ni/NiO[21] ;
- ensuite, en phase de propagation, les essais de traction lente à 350 °C en milieu primaire, et pour une surpression de 100 kPa, une vitesse de fissuration plus faible qu’à 5 kPa a été observée par Totsuka[26],[27] (le premier à étudier cette propagation en fonction du taux d'hydrogène). Puis Rios, Abadie, Soustelle, Cassagne et Caron[23],[28],[29],[30],[24],[31] ont montré ou confirmé que la vitesse de fissuration atteignait un maximum pour une teneur en hydrogène de 20 à 40 kPa proche du potentiel d’équilibre thermodynamique du couple Ni/NiO et sur la vitesse de propagation des fissures[23],[30],[29],[24].

Quand le métal est expérimentalement exposé à une forte polarisation cathodique, sa sensibilité à la corrosion sous contrainte liée à l'hydrogène dissous ne diminue pas comme c'est le cas pour de fortes pressions partielles d’hydrogène, et il faisait remarquer que Vaillant (1997) ne note pas de diminution de vitesse de fissuration pour les faibles teneurs en hydrogène.

## Susceptibilité des matériaux
L'hydrogène fragilise de nombreux métaux, notamment les aciers,, l'aluminium (à haute température uniquement) et le titane. Le fer ayant subit une trempe austénitique est également sensible au phénomène, mais l'acier ayant subit une trempe bainitique (et éventuellement d'autres métaux trempés) présente une résistance accrue à la fragilisation par l'hydrogène. La NASA a examiné quels métaux sont sensibles à la fragilisation et lesquels ne sont sujets qu'à l'attaque par l'hydrogène à haute température. Parmi ces derniers, on retrouve les alliages de nickel, les aciers inoxydables austénitiques, l'aluminium et ses alliages, le cuivre (y compris les alliages, par exemple le cuivre-béryllium). Sandia a également produit un guide complet.

### Aciers
Un acier ayant une résistance en traction maximale inférieure à 1 000 MPa (~ 145 000 psi) ou une dureté inférieure à HRC 32 sur l'échelle de dureté Rockwell n'est généralement pas considéré comme sensible à la fragilisation par l'hydrogène. À titre d'exemple de fragilisation par l'hydrogène sévère, l'allongement à la rupture de l'acier inoxydable 17-4PH (en) trempé par précipitation présente une diminution de 17 % à seulement 1,7 % lorsque des échantillons lisses sont exposés à de l'hydrogène à haute pression.
À mesure que la résistance des aciers augmente, leur ténacité diminue, de sorte que la probabilité que la fragilisation par l'hydrogène entraîne une rupture augmente. Parmi les aciers à haute résistance, tous ceux qui dépassent une dureté de HRC 32 peuvent être sensibles à une fissuration précoce par l'hydrogène après des processus de placage qui introduisent de l'hydrogène. Ils peuvent également connaître des ruptures sur le long terme, de quelques semaines à plusieurs décennies après leur mise en service, en raison de l'accumulation d'hydrogène au fil du temps provenant de la protection cathodique et d'autres sources. De nombreuses défaillances ont été rapportées dans la plage de dureté HRC 32-36 et plus ; par conséquent, les pièces de cette gamme doivent être vérifiées lors des contrôles qualité pour garantir qu'elles soient toujours fonctionnelles.
Les tests de ténacité sur des éprouvettes fragilisées par l'hydrogène sont difficiles à mener du fait de la nécessité de maintenir les échantillons à des températures très basses, dans l'azote liquide, pour empêcher l'hydrogène de se diffuser dans l'environnement.

### Cuivre
Les alliages de cuivre qui contiennent de l'oxygène peuvent devenir fragiles s'ils sont exposés à de l'hydrogène chaud. L'hydrogène se diffuse à travers le cuivre et réagit avec des inclusions de Cu2O, formant du cuivre métallique (Cu) et de l'eau (H2O), qui forment ensuite des bulles sous pression aux joints de grains. Ce processus peut littéralement pousser les grains et les éloigner les uns des autres, il et est connu sous le nom de fragilisation par la vapeur (car la vapeur est directement formée à l'intérieur de la structure cristalline du cuivre et non pas parce que l'exposition du cuivre à de la vapeur externe provoque le problème).

### Vanadium, nickel et titane
Les alliages de vanadium, de nickel et de titane ont une solubilité élevée pour l'hydrogène et peuvent donc absorber des quantités significatives de ce dernier. Cela peut entraîner la formation d'hydrures, entraînant une expansion de volume irrégulière et une réduction de la ductilité (car les hydrures métalliques sont des matériaux céramiques fragiles). C'est un problème particulier lors de la recherche d'alliages non basés sur le palladium pour une utilisation dans les membranes de séparation de l'hydrogène.

## Fatigue
Bien que la plupart des défaillances en pratique se produisent rapidement, il existe des preuves expérimentales que l'hydrogène affecte également les propriétés de fatigue des aciers. Cela est tout à fait prévisible étant donné la nature des mécanismes de fragilisation proposés pour la rupture rapide,. En général, la fragilisation par l'hydrogène a un fort impact sur la fatigue à cycles courts à haute contrainte et très peu d'effet sur la fatigue à cycles longs,.

## Fragilisation par l'environnement
La fragilisation par l'hydrogène est un effet de volume : elle affecte le volume du matériau. La fragilisation environnementale est un effet de surface où les molécules de l'atmosphère entourant le matériau soumis à l'essai sont adsorbées sur la surface de la fissure. Cela est clairement observé avec des mesures de fatigue, où le taux de croissance des fissures mesuré peut être un ordre de grandeur plus élevés en présence d'hydrogène qu'en présence d'air. On comprend que cet effet est dû à l'adsorption, qui atteint un point de saturation lorsque la surface de la fissure est complètement recouverte, comme en témoigne la faible dépendance de l'effet par rapport à la pression de l'hydrogène.
La fragilisation environnementale a également tendance à réduire la ténacité dans les essais de rupture rapide, mais la sévérité est bien moindre comparée au même effet en fatigue.
La fragilisation par l'hydrogène s'observe lorsqu'un matériau préalablement fragilisé présente une faible ténacité à la rupture quelle que soit l'atmosphère dans laquelle il est testé. La fragilisation environnementale s'observe lorsque la faible ténacité à la rupture n'est observée que lorsque les tests sont effectués dans une atmosphère spécifique.

## Les sources d'hydrogène
Pendant la fabrication, l'hydrogène peut être dissous dans le composant par des procédés tels que la phosphatation, la décapage, le l'électroplacage, la coulée, la carbonisation, le nettoyage de surface, l'usinage électrolytique, la soudure, le laminage et les traitements thermiques.
Pendant la vie d'une pièce, l'hydrogène peut être dissous dans le métal par corrosion humide ou par une mauvaise application de mesures de protection telles que la protection cathodique. Dans le cas de la défaillance lors de la construction du pont de la baie de San Francisco-Oakland, des tiges galvanisées (c'est-à-dire plaquées de zinc) ont été laissées humides pendant 5 ans avant d'être tendues. La réaction du zinc avec l'eau a introduit de l'hydrogène dans l'acier,,.
Un cas courant de fragilisation pendant la fabrication est une mauvaise pratique du soudage à l'arc, lors de laquelle l'hydrogène est formé à partir de l'humidité, contenue par exemple dans le revêtement des électrodes de soudage ou à cause de baguettes de soudage humides,. Pour éviter la formation d'hydrogène atomique depuis le plasma à haute température de l'arc, les baguettes de soudage doivent être parfaitement séchées dans un four à la température et pour une durée appropriées avant utilisation. Une autre manière de minimiser la formation d'hydrogène est d'utiliser des électrodes à faible teneur en hydrogène spéciales pour le soudage des aciers à haute résistance.
En dehors du soudage à l'arc, les problèmes les plus courants proviennent des processus chimiques ou électrochimiques qui, par réduction d'ions hydrogène ou d'eau, génèrent des atomes d'hydrogène à la surface, lesquels se dissolvent rapidement dans le métal. Une de ces réactions chimiques implique le sulfure d'hydrogène (H2S) dans la fissuration induite par sulfure, un problème significatif pour les industries pétrolières et gazières.
Après un processus de fabrication ou un traitement susceptible d'entraîner une entrée d'hydrogène, le composant doit être revenu pour éliminer ou immobiliser l'hydrogène.

## Prévention
La fragilisation par l'hydrogène peut être limitée grâce à plusieurs méthodes, toutes visant à minimiser le contact entre le métal et l'hydrogène, en particulier lors de la fabrication et de l'électrolyse de l'eau. Les procédures entraînant facilement de la fragilisation telles que le décapage à l'acide sont à éviter, tout comme le contact prolongé avec des éléments tels que le soufre et le phosphate.
Si le métal n'a pas encore commencé à se fissurer, la fragilisation par l'hydrogène peut être inversée en éliminant la source d'hydrogène et en provoquant la diffusion de ce dernier en dehors du métal par traitement thermique. Ce processus de défragilisation, appelé revenu à faible teneur en hydrogène, est utilisé pour compléter les méthodes telles que l'électroplacage qui introduisent de l'hydrogène dans le métal, mais il n'est pas toujours entièrement efficace car il faut atteindre une durée et une température suffisantes. Des tests tels que ASTM F1624 peuvent être effectués pour identifier rapidement le temps de cuisson minimum (en utilisant une méthodologie expérimentale appropriée, un nombre relativement faible d'échantillons peut être utilisé pour déterminer cette valeur). Ensuite, le même test peut être utilisé comme contrôle de la qualité pour évaluer si le revenu a été suffisant pour chaque lot.
Dans le cas de la soudure, on applique souvent un préchauffage et un post-chauffage du métal pour permettre à l'hydrogène de diffuser en dehors du métal avant de causer des dommages. Cela est particulièrement fait pour des aciers à haute résistance et des aciers faiblement alliés tels que les alliages chrome/molybdène/vanadium. En raison du temps nécessaire pour recombiner les atomes d'hydrogène en molécules d'hydrogène, la fissuration due à l'hydrogène lors de la soudure peut se produire jusqu'à 24 heures après la fin de l'opération de soudage.
Une autre manière de limiter ce problème est la sélection des matériaux. Cela permet de créer une résistance inhérente à ce processus et de réduire la nécessité d'un post-traitement ou d'une surveillance constante pour prévenir les défaillances. Certains métaux ou alliages sont très sensibles à la fragilisation par l'hydrogène, il est donc préférable de choisir un matériau qui est peu affecté tout en conservant les propriétés souhaitées. Beaucoup de recherches ont été menées pour répertorier la compatibilité de certains métaux avec l'hydrogène. Des tests tels que ASTM F1624 peuvent également être utilisés pour classer les alliages et les revêtements lors de la sélection des matériaux afin de garantir, par exemple, que le seuil de fissuration est inférieur au seuil de fissuration due à la corrosion sous contrainte assistée par l'hydrogène. Des tests similaires peuvent également être utilisés pour le contrôle de la qualité afin de qualifier de manière plus efficace les matériaux produits de manière rapide et comparable.

### Revêtements de surface
Les revêtements agissent comme une barrière entre le substrat métallique et l'environnement, entravant l'entrée des atomes d'hydrogène. Ces revêtements peuvent être appliqués par diverses techniques telles que l'électroplacage, les revêtements de conversion chimique ou les revêtements organiques. Le choix du revêtement dépend de facteurs tels que le type de métal, l'environnement et les exigences spécifiques de l'application.
L'électroplacage est une méthode couramment utilisée pour déposer une couche protectrice sur la surface métallique. Ce processus consiste à immerger le substrat métallique dans une solution électrolytique contenant des ions métalliques. En appliquant un courant électrique, les ions métalliques sont réduits et forment un revêtement métallique sur le substrat. L'électroplacage peut fournir une excellente couche protectrice qui améliore la résistance à la corrosion et réduit la susceptibilité à la fragilisation par l'hydrogène.
Les revêtements de conversion chimique sont une autre méthode efficace de protection de surface. Ces revêtements sont généralement formés par des réactions chimiques entre le substrat métallique et une solution chimique. Le revêtement de conversion réagit chimiquement avec la surface métallique, produisant une fine couche protectrice étroitement adhérente. Des exemples de revêtements de conversion comprennent les revêtements de chromate, de phosphate et d'oxyde. Ces revêtements fournissent non seulement une barrière contre la diffusion de l'hydrogène, mais améliorent également la résistance à la corrosion du métal.
Les revêtements organiques, comme les peintures ou les revêtements polymères, offrent une protection supplémentaire contre la fragilisation par l'hydrogène. Ces revêtements forment une barrière physique entre la surface métallique et l'environnement. Ils offrent une excellente adhérence, flexibilité et résistance aux facteurs environnementaux. Les revêtements organiques peuvent être appliqués par diverses méthodes, notamment la pulvérisation, l'immersion ou la poudre. Ils peuvent être formulés avec des additifs pour renforcer davantage leur résistance à la pénétration de l'hydrogène.
Les revêtements pulvérisés thermiquement offrent plusieurs avantages dans le contexte de la prévention de la fragilisation par l'hydrogène. Les formulations de revêtement utilisés dans ce processus sont souvent composés de matériaux présentant une excellente résistance à la diffusion de l'hydrogène, tels que des céramiques ou des alliages cermets. Ces matériaux ont une faible perméabilité à l'hydrogène, créant une barrière robuste contre la pénétration de l'hydrogène dans le substrat métallique.

## Tests
La plupart des méthodes analytiques pour quantifier la fragilisation par l'hydrogène consistent à évaluer les effets de l'hydrogène interne provenant de la production et/ou des sources externes. Pour les aciers, il est important de tester des échantillons en laboratoire qui sont au moins aussi durs (ou plus durs) que les pièces finales le seront. Idéalement, les éprouvettes devraient être fabriqués avec le matériau final ou le plus proche possible, car la fabrication peut avoir un impact important sur la résistance à la fissuration assistée par l'hydrogène.
Il existe de nombreuses normes ASTM pour les tests de fragilisation par l'hydrogène :
- ASTM B577 est la norme pour les méthodes d'essai standard de détection de l'oxyde cuivreux (susceptibilité à la fragilisation par l'hydrogène) dans le cuivre. L'essai porte sur la fragilisation par l'hydrogène des alliages de cuivre, comprenant une évaluation métallographique (méthode A), des tests dans une chambre chargée en hydrogène suivis de la métallographie (méthode B), et la méthode C est la même que la B mais inclut un essai de flexion ;
- ASTM B839 ;
- ASTM F519 est la norme pour la méthode d'essai standard de l'évaluation de la fragilisation mécanique par l'hydrogène des procédés de placage/revêtement et des environnements d'utilisation. Sept conceptions d'échantillons sont utilisées et les deux tests les plus courants sont le test rapide, la méthode de test à charge croissante (RSL) selon la norme ASTM F1624 et le test à charge soutenue, nécessitant 200 heures. Le test à charge soutenue est toujours inclus dans de nombreuses normes existantes, mais la méthode RSL est de plus en plus adoptée en raison de sa rapidité, de sa reproductibilité et de sa nature quantitative. La méthode RSL fournit un classement précis de l'effet de l'hydrogène provenant à la fois de sources internes et externes ;
- ASTM F1459 est la norme pour la méthode d'essai standard de la détermination de la susceptibilité des matériaux métalliques à la fragilisation par l'hydrogène gazeux[51]. L'essai utilise un diaphragme soumis à une pression différentielle ;
- ASTM G142 est la norme pour la méthode d'essai standard de la détermination de la susceptibilité des métaux à la fragilisation par l'hydrogène dans des environnements hydrogénés, à haute pression, haute température, ou les deux[52]. L'essai utilise une éprouvette de traction cylindrique testée dans une enceinte pressurisée à l'hydrogène ou à l'hélium ;
- ASTM F1624 est la norme pour la méthode d'essai standard de la mesure du seuil de fragilisation par l'hydrogène dans l'acier par la technique de charge incrémentielle. L'essai utilise la méthode de charge incrémentielle, ou méthode de test à charge croissante, pour tester quantitativement le seuil de début de fissuration induite par l'hydrogène due aux placages et aux revêtements. F1624 fournit une mesure rapide et quantitative des effets de l'hydrogène provenant à la fois de sources internes et externes (ce qui est accompli en appliquant une tension sélectionnée dans une cellule électrochimique)[53],[54]. Le test F1624 est effectué en comparant une résistance à la rupture rapide standard à la résistance à la rupture obtenue à chaque étape. Dans de nombreux cas, il peut être réalisé en 30 heures ou moins ;
- ASTM F1940 est la norme pour la méthode d'essai standard de la vérification du contrôle des processus pour prévenir la fragilisation par l'hydrogène dans les fixations plaquées ou revêtues[55]. Bien que le titre inclut désormais explicitement le mot "fixations", F1940 n'était pas initialement prévu à cet effet. F1940 est basé sur la méthode F1624 et est similaire à F519 mais avec un rayon de racine et des facteurs de concentration de contrainte différents. Lorsque les échantillons présentent une fissuration seuil de 75 % de la résistance à la rupture nette, le bain de placage est considéré comme "non fragilisant".

Il existe de nombreuses autres normes connexes pour la fragilisation par l'hydrogène :
- NACE TM0284-2003 (NACE) Résistance à la fissuration induite par l'hydrogène ;
- ISO 11114-4:2005 (ISO) Méthodes d'essai pour la sélection de matériaux métalliques résistants à la fragilisation par l'hydrogène ;
- méthode d'essai standard pour l'évaluation mécanique de la fragilisation par l'hydrogène des procédés de placage/revêtement et des environnements d'utilisation[56].

## Évènements notables liés à la fragilisation par l'hydrogène
En 2013, six mois avant son ouverture, la travée est du Bay Bridge, pont de la baie d'Oakland, a connu une défaillance lors d'un essai. Des défaillances catastrophiques se sont produites dans les goupilles de cisaillement de la travée, après seulement deux semaines de service, la défaillance étant attribuée à de la fragilisation,.
Dans la ville de Londres, le bâtiment au 122 Leadenhall Street, généralement connu sous le nom de « Cheesegrater » (« rape à fromage »), a souffert de la fragilisation par l'hydrogène de ses boulons en acier, trois boulons ayant cassés en 2014 et 2015. La plupart des 3 000 boulons ont été remplacés, pour un coût de six millions de livres,.